# Benzylsalicylat
Benzylsalicylat (eller salicylsyrebenzylester) er en benzylester af salicylsyre, et kemisk stof, som oftest bruges i kosmetik. Det fremtræder som en næsten farveløs væske, og det har svag eller ingen duft. Stoffet er let opløseligt i alkohol og æter, men kun svagt opløseligt i vand. LD50 er på 2227 mg/kg.
Stoffet bruges som et opløsningsmiddel for syntetisk musk og som et fiksativ for blomsterdufte som f.eks. jasmin, syren og lilje.

## Eksterne links
- European Food Safety Authority (EFSA): ’’Scientific Opinion on the safety and efficacy of benzyl alcohols, aldehydes, acids, esters and acetals (chemical group 23) when used as flavourings for all animal species’’ (engelsk)